# 밀양아리랑대축제
밀양아리랑대축제는 매년 음력 4월 16일 이전의 길일을 택하여 4일간 개최하는 전통예술축제이다.

## 개요
1958년부터 영남루의 중수를 기념하기 위하여 11월에 행하여오던 예술발표회를 종합문화제로 명명하고, 제1회 밀양종합문화제가 개최되었다.
종합문화제가 시작된 지 3년 째 되던 해에 태풍 사라호의 피해로 인해 그 해의 문화제 행사는 그 혼을 달래기 위한 진혼제례행사(鎭魂祭禮行事)로 진행되었으며, 명칭도 종합문화제에서 밀양문화제로 개칭되었다.
본래 밀양에는 순결을 지키려다 숨진, 한 많은 아랑의 넋을 위로하기 위한 행사가 매년 음력 4월 16일에 있었다. 밀양문화제 제7회부터는 명칭을 ‘아랑제’라 칭하고 예총밀양지부가 주최하고 밀양문화원이 주관하게 되었다.
봄에는 아랑제를 지내고 가을에는 밀양문화제를 병행해오던 밀양문화원과 예총밀양지부에서는 밀양문화제 제11회가 되던 해부터 두 행사를 합하여 이름을 ‘밀양아랑제’라 개칭하고, 음력 4월 16일 이전의 농한기를 택하였다.
두 행사가 합해진 이후 행사내용과 규모가 커짐에 따라 제18회가 되던 해 상설기구인 ‘아랑제집전위원회’를 결성하여 밀양출신인 사명당 유정(惟政)의 충의와 김종직(金宗直)의 지덕, 아랑의 정순을 기리는 종합문화제로 발전하기에 이르렀다.
밀양아리랑대축제는 충의, 지덕, 정순의 정신을 향토의 기풍으로, 각종 경연대회를 통하여 후진을 양성하고 경제성장의 동기를 부여하며 문예 진흥의 계기를 삼고자 매년 개최하고 있다. 이 행사는 2015년 현재 57회에 이르고 있다.

## 프로그램

### 아랑규수 선발대회
아랑제는 엄격한 심사를 거쳐 선발된 규수가 제관이 되어 제사를 모시게 되며, 아랑규수를 뽑는 근본취지는 아랑을 재현하여 아랑의 정순(貞順)정신을 본받게 함으로써 미풍양속을 지키고 사회윤리를 정화시키는 데 목적이 있다. 그러나 여성을 성상품화 한다는 이유로 폐지 되었다.

### 무형문화재 공연
밀양아리랑대축제에서는 여러 무형문화재 공연 놀이를 즐길 수 있다. 구체적인 행사 내용은 용과 범의 싸움을 놀이화한 민속놀이 용호놀이와 바쁜 농사일을 끝내고 고된 일을 해오던 머슴들이 음력 7월 15일경 용날을 선택하여 지주들로부터 하루 휴가를 얻어 흥겹게 노는 놀이인 백중놀이, 밀양 감내에서 정월 대보름을 전후하여 마을 사람들이 시합으로 즐기던 놀이인 게줄당기기가 있다. 이 밖에 장치기·학바위춤·길놀이·석전·줄다리기·공상타작놀이·씨름대회·그네뛰기대회·농악경연대회 등이 있다.

## 축제 3대 정신
- 충의정신 임진왜란에서 나라를 구하신 사명당 임유정 성사의 충의정신(忠義精神)
- 지덕정신 조선시대 성리학의 태두이신 점필재 김종직 선생의 지덕정신(智德精神)
- 정순정신 죽음으로서 순결의 화신이 된 윤동옥 아랑낭자의 정순정신(貞純精神)

## 참고 문헌
- 한국학중앙연구원
- 밀양시 문화관광 보관됨 2012-01-19 - 웨이백 머신
- 문화재청